# Daisy Lumini
Daisy Lumini, pseudonimo di Desy Lumini (Firenze, 18 agosto 1936 – Barberino di Mugello, 18 agosto 1993), è stata una musicista, compositrice e cantante italiana.

## Biografia
Figlia del pittore fiorentino Vasco Lumini e di una concertista, iniziò lo studio della musica a Firenze e si diplomò giovanissima in pianoforte e composizione.
Si trasferì a Roma e con il paroliere Aldo Alberini, in arte Tritono, scrisse canzoni che da subito le diedero successo, come la trasgressiva Whisky (1959) lanciata nel film Urlatori alla sbarra con l'interpretazione di Mina, che parla di una donna che vive secondo i propri desideri ignorando i giudizi della gente, Il gabbiano, amata dai carcerati, La risposta della novia, interpretata da Milva e tradotta da Charles Aznavour. Diede concerti negli Stati Uniti, dove partecipò al Perry Como Show, cantò alla Carnegie Hall, in Francia e Germania.
Negli anni sessanta, si dedicò alla ricerca e alla diffusione della musica popolare toscana incidendo molti album, e assieme a Beppe Chierici scrisse canzoni e allestì spettacoli di teatro-musica con forti contenuti di denuncia sociale e politica (La ballata di Laika, Ninna nanna per un bambino del Vietnam, Viva la democrazia, Mandura). 
Scrisse le musiche per l'opera teatrale Evaristo (prima assoluta nel 1967 al Teatro Eliseo di Roma) di Franco Molè, con Tomas Milian, Lu Bianchi, Rachele Ghersi, Lisa Pancrazi, Leonardo Cantelli, per la regia di Ruggero Jacobbi.
Nel 1969 con Beppe Chierici mise in scena lo spettacolo Essere e avere, con cui girò l'Italia. Nel 1970 la coppia Lumini-Chierici fece uscire l'album La cattiva erba - Contro la guerra e le armi e nello stesso periodo girarono i teatri con lo spettacolo Daisy come folklore e Beppe come Brassens. Nel 1975 incisero Il paese dei bambini con la testa, un album dedicato al mondo dei bambini con un'ottica innovativa e tratti "rodariani".
Virtuosa nel fischio melodico, divenne famosa la sua interpretazione del moto perpetuo di Paganini; Ennio Morricone (che per lei trascrisse le canzoni Femmine d’estate e Incantesimi) la chiamò per la colonna sonora de I Basilischi di Lina Wertmüller; fischiò anche nella colonna sonora de La bugiarda di Luigi Comencini. Daisy a sua volta scrisse la colonna sonora del film Commando suicida (1968). Fece conoscere in Italia il ricco repertorio della cantautrice francese Anne Sylvestre (1934-2020), di cui incise numerose raccolte.
Partecipò alla trasmissione televisiva Ieri e oggi interpretando la sigla di chiusura (che era in realtà una sezione detta del cantastorie) in cui si esibiva assieme al chitarrista Antonio Mastino. 
Si dedicò, come cantante e talvolta come fischiatrice, anche alla musica contemporanea, collaborando con i compositori Domenico Guaccero, Gianluigi Gelmetti (Caleidoscopio n 1, n 2, n 3), Giorgio Gaslini (Un quarto di vita, nel 1968-69, insieme a Duilio Del Prete, Andro Cecovini, Edmonda Aldini, Gabriella Ravazzi, Franca Mazzola e i due complessi I Nuovi Angeli e i Funamboli). Al Teatro alla Scala di Milano il 9 marzo 1982 cantò nell'opera di Luciano Berio La vera storia su testi di Italo Calvino. Interpretò come prima voce Lohengrin, Azione invisibile per solista, strumenti e voci su musica e libretto (1982-1984) di Salvatore Sciarrino, da Jules Laforgue, opera che vinse il Prix Italia nel 1985. Nel luglio 1985 fu una delle interpreti delle Folk Songs di Luciano Berio al XXII Festival di Cervo.
L'8 dicembre 1980 andò in scena al Padiglione Conza di Lugano il dramma didattico Colui che dice di sì (Der Jasager di Kurt Weill) con Daisy Lumini e Arturo Testa, e i cori riuniti delle Voci Bianche del Moesano e dei Cantori della Cime.
Nel 1987, col Teatro Stabile di Bolzano, recitò assieme al compagno Tino Schirinzi, che curava anche la regia, ne La favola del figlio cambiato di Luigi Pirandello. Nel 1991 scrisse le musiche di scena per Stadelman di Claudio Magris diretto da Egisto Marcucci.
Il 18 agosto 1993, nel giorno del suo cinquantasettesimo compleanno, si uccise assieme al marito Tino Schirinzi, colpito dall'estate 1992 da un tumore dell'esofago, gettandosi dal viadotto in costruzione sulla diga di Bilancino nei pressi di Barberino di Mugello.

## Discografia parziale

### 33 giri
- 1969 – Daisy come folklore Cedi TC 85006 (riedito come Daisy Lumini canta la vecchia Toscana)
- 1970 – La donna del vento - Daisy Lumini canta Anne Sylvestre Cedi TC 85009
- 1970 – La cattiva erba - Contro la guerra e le armi (Cedi TC 85010; con Beppe Chierici)
- 1972 – La donna del vento - Daisy Lumini canta Anne Sylvestre (I dischi dello Zodiaco, VPA 8156; ristampa dell'album del 1970)
- 1972 – Daisy Lumini canta la vecchia Toscana (I dischi dello Zodiaco, VPA 8157; ristampa dell'album del 1969)
- 1972 – Questa seta che filiamo (Fonit Cetra, serie Folk, LPP 197; con Beppe Chierici)
- 1973 – I canti dei menestrelli (2 LP) Acciaierie Piombino (fuori commercio)
- 1975 – Il paese dei bambini con la testa (I dischi dello Zodiaco, VPA 8248; con Beppe Chierici)
- 1976 – Barocchiade (con A.R. Luciani) Cenacolo M 700 - solista di fischio -
- 1976 – Gianluigi Gelmetti, Caleidoscopio N° 1 (Orch. sinf. di Roma dir. Gianluigi Gelmetti) Cenacolo M 701 - solista di fischio
- 1976 – Gianluigi Gelmetti, Caleidoscopio N° 2 (Orch. sinf. di Roma dir. Gianluigi Gelmetti) Cenacolo M 702 - solista di fischio
- 1976 – Gianluigi Gelmetti, Caleidoscopio nº 3 (Orch. sinf. di Roma dir. Gianluigi Gelmetti) Cenacolo M 703 - solista di fischio
- 1986 – Salvatore Sciarrino - Lohengrin (Ricordi CRM 1001)

### 45 giri
- 1959 – Lasciarsi (non chiedermi di più)/Whisky (RCA Camden CP 21)
- 1959 – Cu-cu-ru-cu-cu paloma/Le rififi (RCA Camden CP 39)
- 1959 – Forte forte/Notte lunga notte (RCA Camden CP 54)
- 1960 – AAA attenzione/Sub amore (RCA Camden CP 62)
- 1960 – Le flic/Le grisbi (RCA Camden CP 64)
- 1960 – Il gabbiano/Tante piccole cose (RCA Camden CP 106)
- 1961 – Tra poche ore/Teneramente t'amo (RCA Italiana PM 3004)
- 1962 – Glissons/Il cerchio (RCA Victor PM 3093)
- 1963 – Femmine d'estate/Incantesimi (RCA Italiana PM 3206)
- 1963 – Canzone basilisca (Fausto Cigliano) / Ora Incantata (Daisy Lumini) (RCA Italiana PM45-3219)
- 1966 – Un uomo e una donna/Femmene e tammorre (Dischi Ricordi SRL 10426)
- 1966 – Bugie/Bugia sexy (Campi Editore CE 10-007)
- 1975 – La storia dell'uomo ricco/Ninna nanna per un bambino del Vietnam (I dischi dello Zodiaco VVN 33271)
- 1975 – La Ballata Di Laika/Il mondo è fatto a scale (I Dischi Dello Zodiaco –VVN 33269)
- 1975 – Quattro cavalli e quattro cowboys/Faccia di fumo (I dischi dello Zodiaco VVN 33268) con Beppe Chierici